# Joseph Le Brix
Pour les articles homonymes, voir Le Brix.
Joseph Marie Le Brix est un marin français, pilote de l'aviation maritime. Il est né le 22 février 1899 à Baden (Morbihan) et mort le 12 septembre 1931 à Oufa, région de l'Oural, Russie, en voulant rallier Paris à Tokyo sans escale.

## Biographie
Joseph Le Brix est le fils de Joseph-Marie Le Brix (1870-1963), ancien maire de Baden. Officier de marine, Joseph Le Brix entre à l’École navale en 1918. Il intègre l’École des officiers d’aéronautique en 1924, une passion qui lui a été transmise par l’aviateur Bernard Barny de Romanet, ce dernier lui faisant passer son baptême de l'air.
Promu Lieutenant de vaisseau, il est breveté pilote de l'aviation maritime en mars 1925. Avec l'escadrille 5B2, il participe à la guerre du Rif sur un Farman F.60 Goliath. Jusqu'en 1927, il effectue des reconnaissances géographiques dans le grand sud marocain et adapte les techniques de la navigation maritime au monde de l'aviation qui manquait d’expérience en ce domaine. il est décoré de la Croix de guerre des Théâtres d'opérations extérieurs et de la Légion d'honneur.
Avec Dieudonné Costes, il réussit, sur un Bréguet 19 baptisé Nungesser et Coli en l'honneur des deux aviateurs français disparus dans l'Atlantique nord à bord de l'Oiseau blanc, la traversée de l’Atlantique sud entre Saint-Louis du Sénégal et Natal (Brésil) où ils arrivent le 15 octobre 1927. Puis ils effectuent un tour du monde avec escales qu'ils concluent le 14 avril 1928. Cette aventure le rend populaire aux yeux des Français  ,. Il devient dès lors un des pionniers de l'aviation française les plus célèbres.
Il devient ensuite professeur à l’École supérieure de navigation aérienne de l’École navale à Brest où il formera plusieurs cadres de l'Aéronautique navale et de l'Armée de l'air.

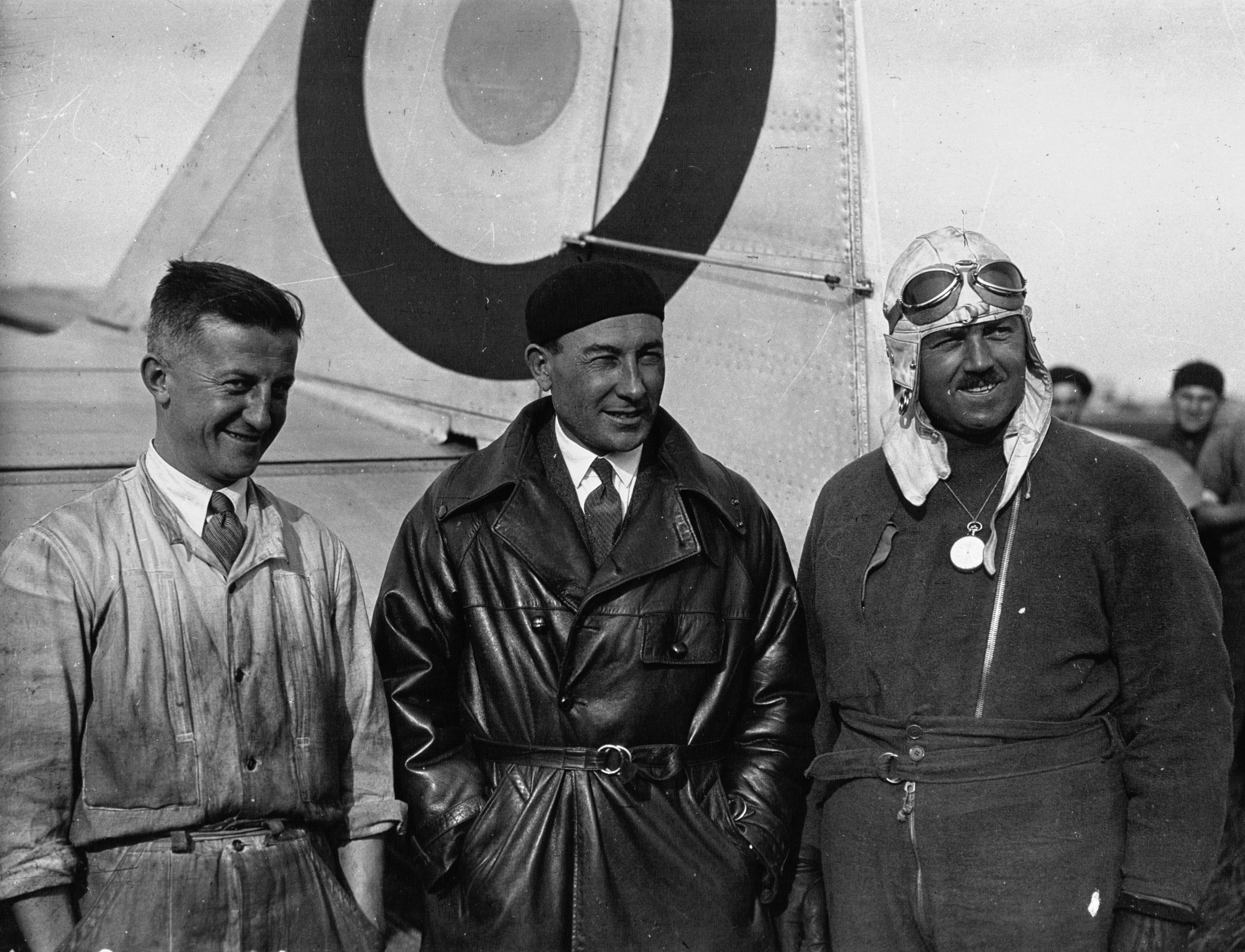
René Mesmin, Joseph Le Brix et Marcel Doret devant le Trait-d'union en 1931.

En 1931, avec René Mesmin (1897-1931) et le chef pilote Marcel Doret, il forme l'équipage du Dewoitine D.33 Trait d'Union, financé par le milliardaire François Coty. En juin, ils battent le record de distance en circuit fermé, dépassant largement les 10 000 km. Dans la foulée, ils vont tenter le record en ligne droite, un raid de Paris à Tokyo le 12 juillet. En survolant la Sibérie, le moteur givre, Le Brix et Mesmin sautent en parachute, Doret pose l'appareil dans les arbres : l'appareil est perdu, mais l'équipage est indemne.
En septembre de la même année, le 10, ils décollent sur un second prototype. Le défi est d'autant plus difficile à relever qu'ils sont opposés à un autre équipage. Paul Codos et Henri Robida décollent ce même jour à bord du Point d’Interrogation. Mais leur aventure tourne court, ils se posent près de Düsseldorf après quelques heures de vol. Désormais seul en course, le Trait d'Union poursuit son aventure. Le 12 au matin, alors qu'il survole l'Oural, la situation se répète : moteur calé, il faut évacuer. Cette fois, Marcel Doret saute le premier. On présume que René Mesmin ayant un problème avec son parachute, Joseph Le Brix n'a pas voulu abandonner son ami et tous deux périssent dans l'accident et l'incendie du Trait d'Union.
Ses obsèques nationales ont lieu à Notre-Dame de Paris le 25 septembre 1931. Le lieutenant de vaisseau Le Brix repose à Baden, auprès de ses parents. Sa tombe est célèbre pour la beauté de la réalisation artistique.
En janvier 1932 est baptisé Joseph Le Brix le Blériot 110 qu'utiliseront du 5 au 7 août 1933, Paul Codos et Maurice Rossi pour battre un record du monde de distance en ligne droite, soit 9 104 km en 55 h 29 min.

## Famille
Joseph Le Brix a une sœur, Aline Le Brix (1904-1995), épouse Le Bayon.

## Distinctions
- Chevalier de la Légion d'honneur (1926)[5]
- Officier de la Légion d'honneur (1930)[5]
- Croix de guerre des Théâtres d'opérations extérieurs (T.O.E.)

## Hommages
- À Saint-Jacques-de-la-Lande, l'avenue qui mène à l'aéroport de Rennes-Bretagne a reçu le nom de l'aviateur.
- Il existe à Baden un musée (des Passions et des Ailes) consacré à l'histoire de Joseph Le Brix.
- Le pont de la commune du Bono est nommé pont Joseph-Le-Brix en l'honneur de cet aviateur.
- Il existe aussi à Baden une école Joseph Le Brix en mémoire de cet aviateur né dans la commune de Baden.
- L'école primaire Joseph Le Brix a existé à Vannes jusqu'au milieu des années 80 au 39 rue Albert 1er. Le nom est encore visible sur la facade au début des années 2020.
- Une plaque à sa mémoire figure sur le fronton du collège Jules Simon à Vannes, où l'aviateur fut élève.
- Des rues à Baden, à Quimper, à Nantes, à Lorient, à Bourges, à Tours, à Marseille, à Vannes, à Pontivy, à Brest, à Maintenon, à Saint-Avé, au Blanc-Mesnil, à Sucy-en-Brie, à Bordeaux, une avenue à Toulouse et une place à Langueux portent son nom (entre autres).
- Il existe une rue Le Brix-et-Mesmin à Paris.
- Une frégate météorologique (1948-1958) a porté le nom de Le Brix (un de ses sister-ships était le Mermoz)[6].
- Un appareil portera le nom de Joseph Le Brix, à savoir un Blériot-Zapata à moteur Hispano-Suiza de 650 chevaux avec lequel notamment Lucien Bossoutrot et Maurice Rossi signeront un record du monde de distance en circuit fermé le 26 mars 1932, soit 10 650 kilomètres[7].

## Sources